# Das (Girona)
Das ist eine Gemeinde (Municipio) mit 270 Einwohnern (Stand: 2024) in der Provinz Girona in der Comarca Cerdanya in Spanien. Zur Gemeinde gehören neben dem Hauptort Das die Ortschaften Mosoll, Sanavastre und Tartera. 

## Lage
Das liegt etwa 190 Kilometer nordöstlich von Lleida und etwa 120 Kilometer nordwestlich von Girona in den Pyrenäen einer Höhe von ca. 1220 m nahe der Grenze zu Frankreich und Andorra. Im Gemeindegebiet liegt der Flugplatz Aeròdrom de Cerdanya. Der Segre begrenzt die Gemeinde im Nordwesten.

## Einwohnerentwicklung
| 1970 | 1981 | 1991 | 2001 | 2011 | 2021 |
| ---- | ---- | ---- | ---- | ---- | ---- |
| 204  | 134  | 142  | 151  | 224  | 246  |

## Sehenswürdigkeiten
- Laurentiuskirche in Das
- Kirche von Sanavastre
- Marienkirche in Mosoll
- Barbarakapelle in Das
- Julianuskapelle in Tartera

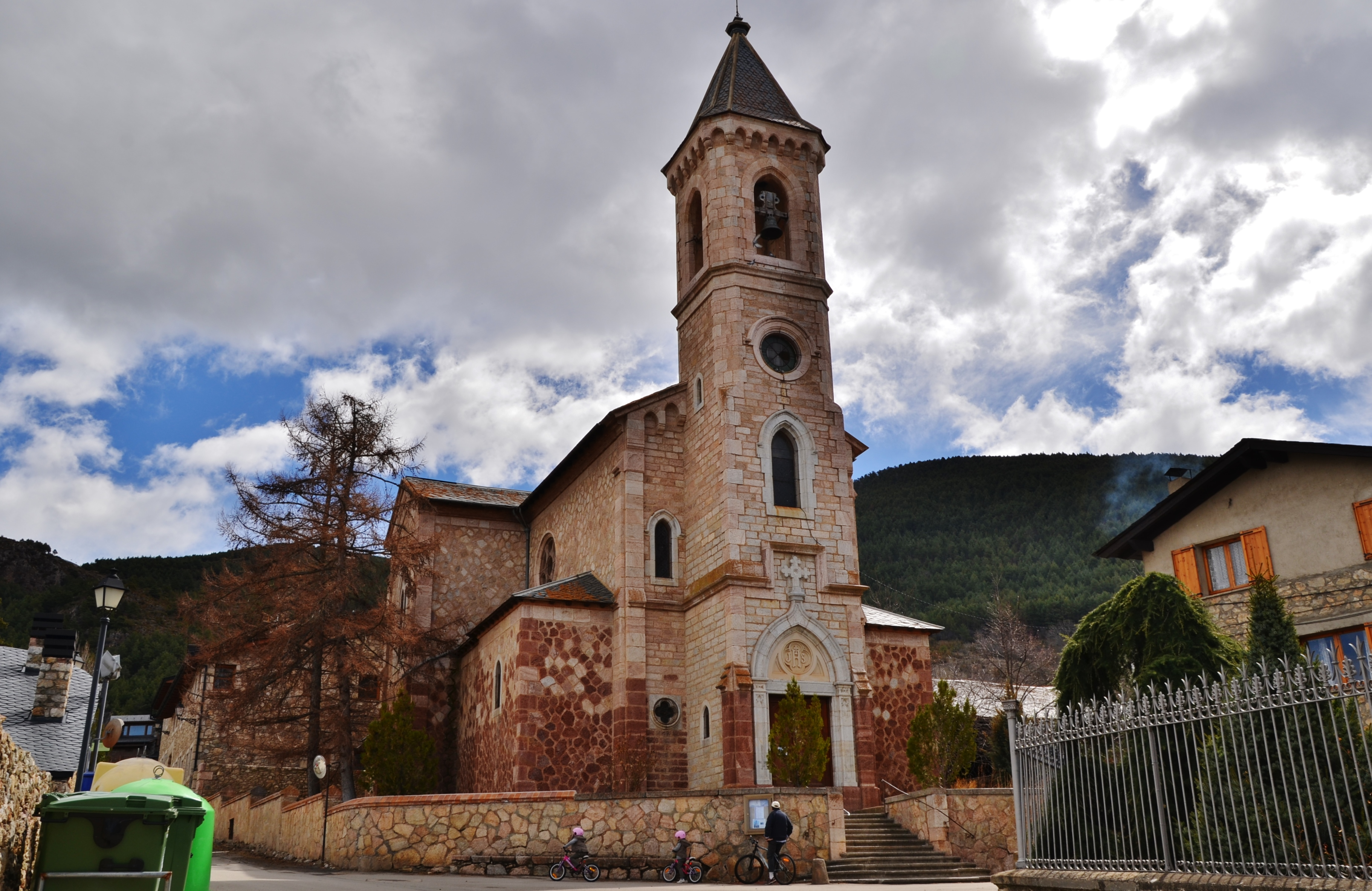
Laurentiuskirche
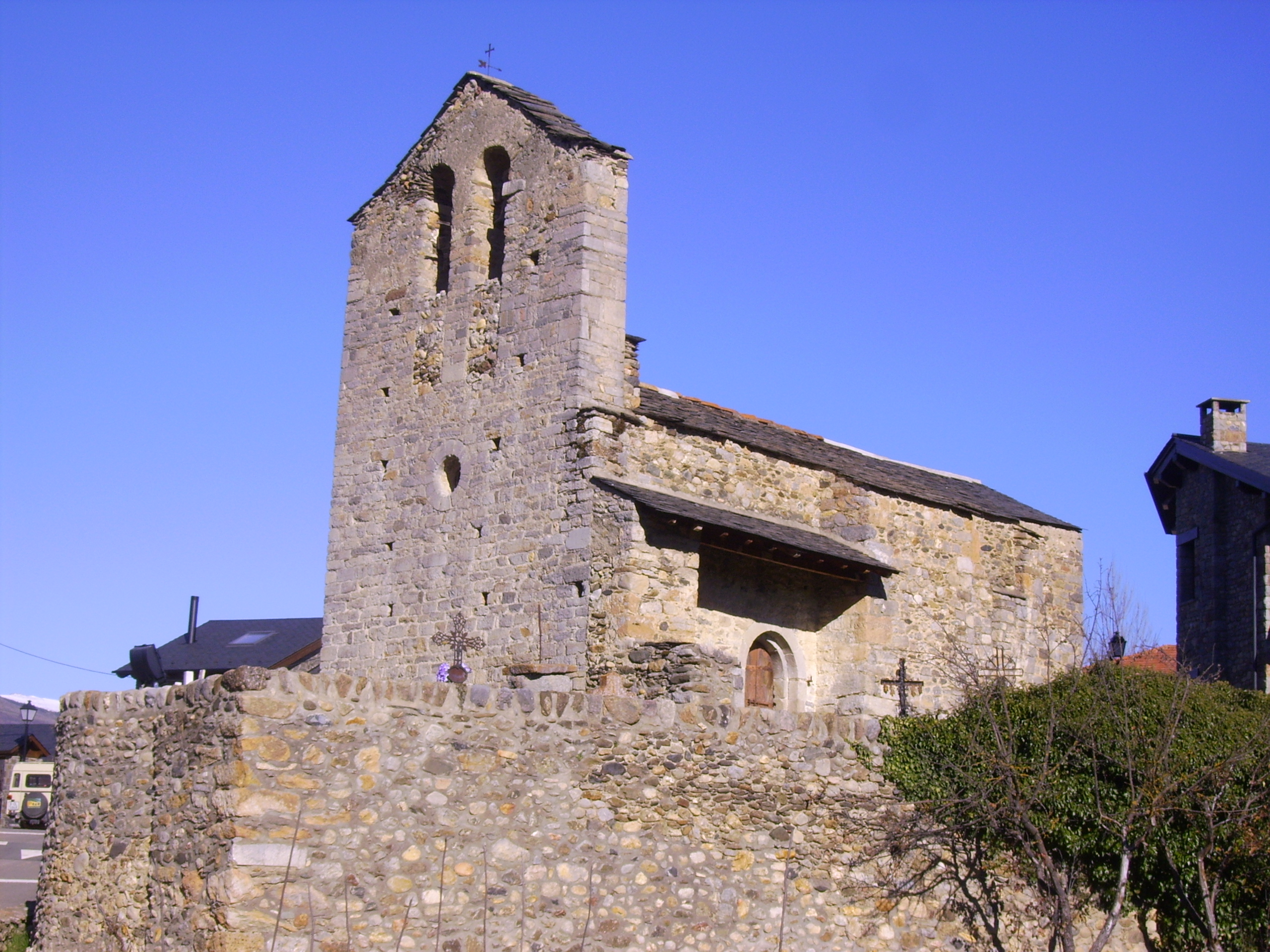
Kirche von Sanavastre
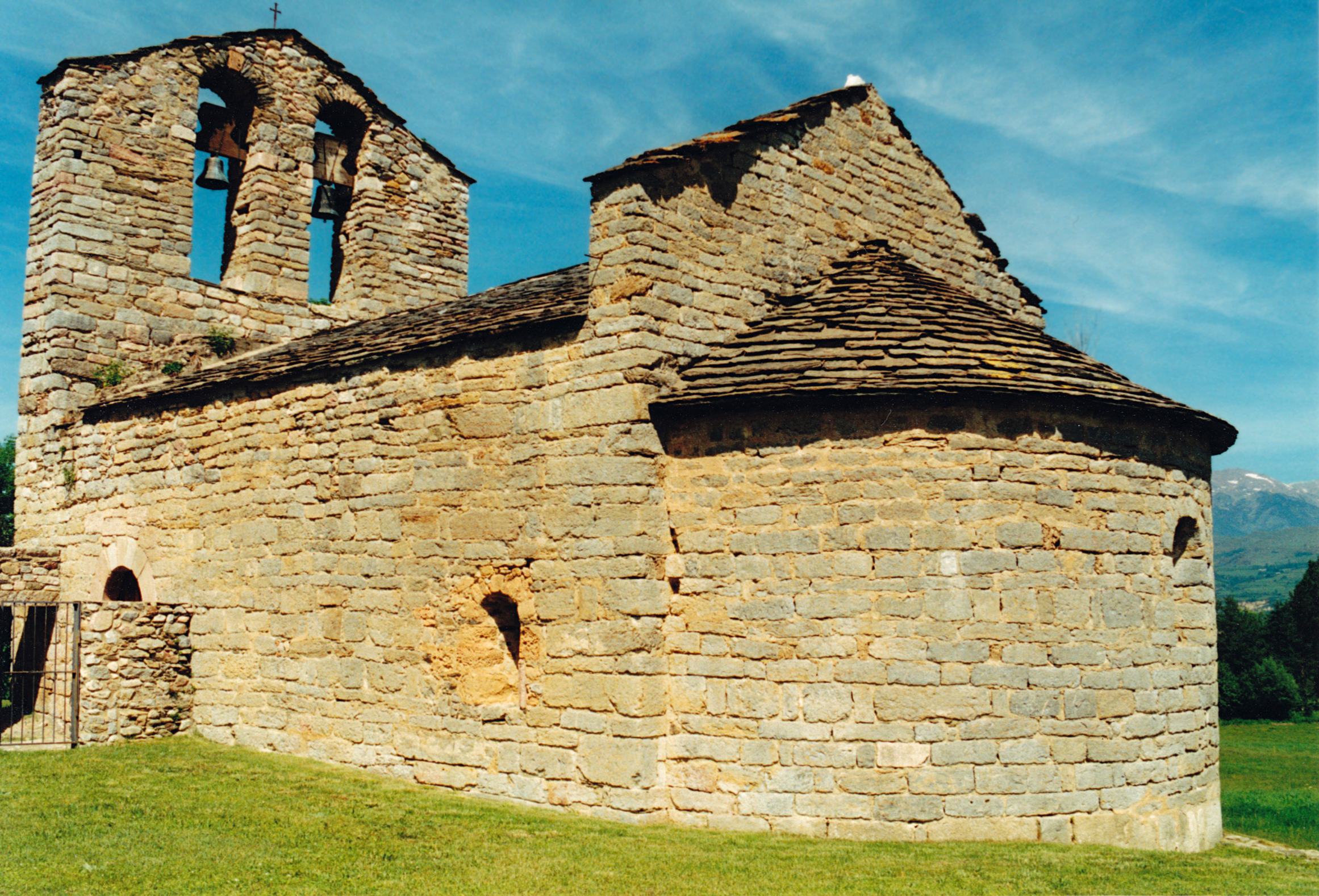
Marienkirche
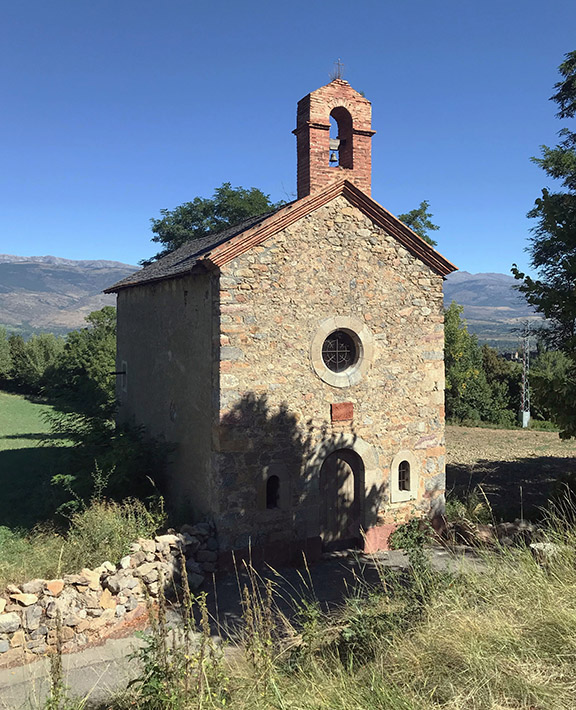
Barbarakapelle
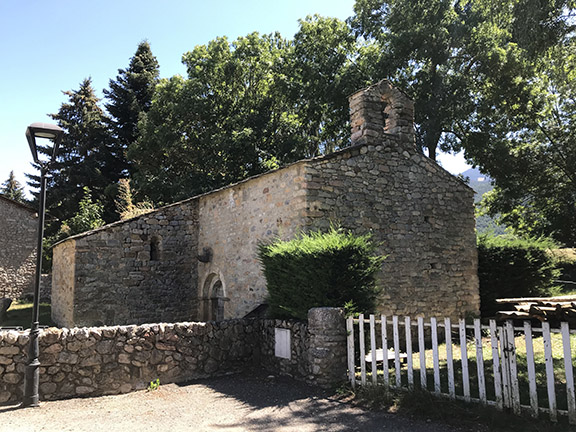
Julianuskapelle
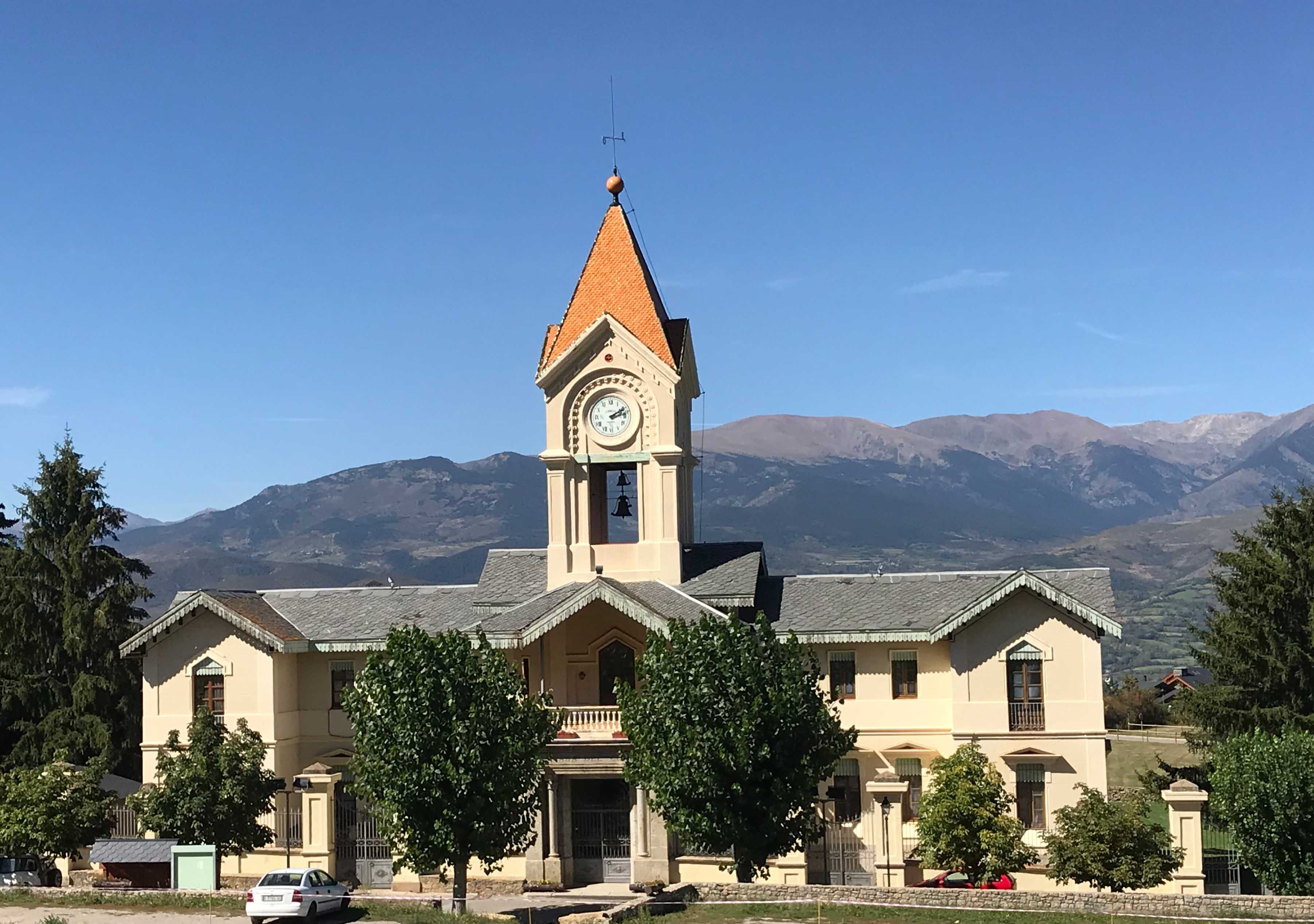
Rathaus